# Juan Gayol
Juan Feliciano Gayol – argentyński piłkarz, napastnik. Także trener.
Gayol początkowo grał w klubie Argentino de Quilmes Buenos Aires - w latach 1937–1938 w drugiej lidze. W 1939 roku, po zdobyciu mistrzostwa drugiej ligi, klub znów grał w pierwszej lidze, ale zajął ostatnie, 18. miejsce, i spadł z powrotem do drugiej ligi. Gayol pozostał jednak w pierwszej lidze, gdyż przeszedł z Argentino de Quilmes do Newell’s Old Boys Rosario.
Jako piłkarz klubu Newell’s Old Boys był w kadrze reprezentacji podczas turnieju Copa América 1941, gdzie Argentyna zdobyła mistrzostwo Ameryki Południowej. Gayol nie zagrał jednak w żadnym meczu.
W 1942 roku razem z klubem Newell’s Old Boys zajął w lidze czwarte miejsce.
Z Newell’s Old Boys Gayol przeszedł do klubu Gimnasia y Esgrima La Plata, z którym w 1944 roku występował w drugiej lidze jako grający trener drużyny, doprowadzając swój zespół do mistrzostwa drugiej ligi i awansu do pierwszej ligi. Następnie w 1945 roku grał w Argentino de Quilmes w amatorskiej pierwszej lidze Argentyny oraz w trzeciej lidze zawodowej, po czym w latach 1946–1947 w grał drugiej lidze.
Choć Gayol był powoływany do reprezentacji, nigdy nie wybiegł na boisko w barwach narodowych.